# Épopée Al-Sirah al-Hilaliyyah
L'Épopée al sirah al hilaliyyah est un poème oral épique bédouin datant du Xe siècle.

## Description
Aussi appelée épopée Hilali, l'épopée Al sirah al hilaliyyah est un récit de la migration de la tribu de Bédouins Bani Hilal de la péninsule arabique à l'Afrique du nord, au Xe siècle. Il était chanté dans tout le Moyen-Orient, mais n'est présent aujourd'hui qu'en Égypte. C'est le seul grand poème épique de la tradition populaire arabe qui est encore interprété dans sa forme musicale complète.

## Inscription au patrimoine culturel immatériel
L'épopée al sirah al hilaliyyah a été intégrée en 2003 parmi les chefs-d’œuvre du patrimoine oral et immatériel de l'humanité.
En 2008, elle est inscrite par un comité de l'UNESCO sur la liste représentative du patrimoine culturel immatériel de l'humanité. L'unité des archives de la vie et des traditions populaires, créée en 2008 par le ministère de la culture égyptien, recense et met à disposition les informations liées aux traditions culturelles protégées par l'Unesco. Des polémiques quant à la folklorisation et l'impact néfaste du touristime ont été soulevées par la création du patrimoine culturel immatériel et notamment l'inscription de l'épopée al sirag al hilaliyyah.